# Cecidomyia wanganuiensis
Cecidomyia wanganuiensis är en tvåvingeart som först beskrevs av Marshall 1896.  Cecidomyia wanganuiensis ingår i släktet Cecidomyia och familjen gallmyggor. Inga underarter finns listade i Catalogue of Life.